# III liga polska w piłce nożnej
III liga polska w piłce nożnej (do sezonu 2007/2008 oficjalnie IV liga polska) – czwarta w hierarchii klasa męskich ligowych rozgrywek piłkarskich w Polsce. Stanowi pośredni szczebel rozgrywkowy między II ligą polską (dawną III ligą polską) a IV ligą polską (dawną V ligą polską lub klasą okręgową), będąc jednocześnie czwartym (najniższym) szczeblem centralnym (IV poziom ligowy). Zmagania w jej ramach toczą się cyklicznie (co sezon) systemem kołowym i przeznaczone są dla 72 polskich klubów piłkarskich, grających w czterech 18-zespołowych grupach makroregionalnych. Mistrzowie każdej z grup III ligi polskiej uzyskują awans do II ligi polskiej, zaś najsłabsze zespoły relegowane są do poszczególnych grup wojewódzkich IV ligi polskiej. Od sezonu 2000/2001 zarządzana przez – działające w imieniu Polskiego Związku Piłki Nożnej – wyznaczone wojewódzkie związki piłki nożnej. Od 2002 roku do udziału w jej rozgrywkach zostają dopuszczone wyłącznie kluby posiadające status profesjonalny (tj. działające w formie sportowej spółki akcyjnej) lub półprofesjonalny (tj. działające w formie stowarzyszenia kultury fizycznej), które – po spełnieniu wszelkich niezbędnych kryteriów – otrzymały roczną licencję na występy na tym szczeblu.
Sponsorem tytularnym rozgrywek od sezonu 2024/25 została firma Betclic.

## Historia
Utworzenie IV ligi polskiej – jako takiej – ściśle wiąże się z reformą administracyjną kraju w 1999. Wcześniej – w zależności od regionu i okresu – rozgrywki czwartego szczebla ligowego w Polsce nosiły różne nazwy (liga makroregionalna, klasa makroregionalna, liga międzywojewódzka, klasa międzywojewódzka, liga wojewódzka, klasa wojewódzka, liga międzyokręgowa, klasa międzyokręgowa, liga okręgowa, klasa okręgowa, klasa A, czy klasa B).

Na mocy nowego statutu Polskiego Związku Piłki Nożnej (PZPN), uchwalonego 19 lutego 2000 roku – podczas 69. Nadzwyczajnego Walnego Zgromadzenia PZPN w Warszawie – dostosowano strukturę piłkarskiej centrali do nowego podziału terytorialnego, natomiast między 10 marca 2000, a 29 lipca 2000 roku na jej podstawie utworzono 16 wojewódzkich Związków Piłki Nożnej (ZPN-ów), którym podlegać miały rozgrywki klas regionalnych (tj. czwartego poziomu ligowego i niższych).

W sierpniu 2000 roku wystartowały rozgrywki IV ligi polskiej sezonu 2000/2001, które przeprowadzono w 21 grupach terytorialnych. W 5 województwach o największym piłkarskim potencjale (dolnośląskim, małopolskim, mazowieckim, śląskim i wielkopolskim) toczyły się one w dwóch równorzędnych grupach, których zwycięzcy spotykali się w barażowym dwumeczu o tytuł mistrza i tym samym awans do III ligi polskiej (o kolejności spotkań decydowało losowanie). W pozostałych 11 województwach grano w jednej grupie, której zwycięzca automatycznie zostawał mistrzem, uzyskując jednocześnie promocję o szczebel wyżej. W kolejnych edycjach stopniowo zmniejszano liczbę grup, a także ograniczano liczbę drużyn w każdej z nich. W 2001 roku połączono obydwie grupy dolnośląskie, w 2002 roku – mazowieckie, zaś w 2006 roku jedną grupę utworzono w województwie małopolskim.
W sezonie 2007/2008 IV liga polska składała się z 18 grup regionalnych (wojewódzkich). W 14 województwach rozgrywki toczyły się systemem jednogrupowym, zaś w dwóch województwach systemem dwugrupowym.
W związku z planowaną na sezon 2008/2009 reorganizacją rozgrywek zwycięzcy każdej z grup (w przypadku województw z dwoma grupami zwycięzcy barażów pomiędzy triumfatorami poszczególnych grup w tych województwach) utworzyli osiem par barażowych, w których wygrana była premiowana awansem do nowo utworzonej II ligi (ówczesna III liga). Zespoły, które przegrały w barażach i te, które zajęły czołowe miejsca w końcowej tabeli, uzyskały prawo gry w sezonie 2008/2009 w nowo utworzonej III lidze (ówczesna IV liga). Pozostałe drużyny spadły do nowo utworzonej IV ligi (ówczesna klasa okręgowa bądź V liga).
W sezonie 2016/2017 nastąpiła reforma III ligi. Utworzono cztery grupy po 18 zespołów. Podział na województwa jest taki sam jak w przypadku dawnej III ligi (obecnie II liga) istniejącej do 2008 roku.
Do kolejnych znaczących zmian doszło przed rozpoczęciem sezonu 2024/2025. Wprowadzono dodatkowe baraże o awans do II ligi dla wicemistrzów wszystkich grup. Ponadto, zwiększono liczbę spadkowiczów z 3 do 4 (w przypadku spadku drużyn z II ligi do danej grupy III ligi liczba spadkowiczów dodatkowo wzrasta), co jest spowodowane wprowadzeniem baraży o awans dla wicemistrzów wszystkich grup IV ligi.

## Podział na grupy

### 2000–2008
W latach 2000–2008 4. poziomem rozgrywkowym była IV liga, natomiast III liga była wówczas 3. poziomem rozgrywkowym (obecnie II liga). Sezon 2000/2001 był pierwszym sezonem, w którym IV liga była poziomem okręgowym. W zależności od sezonu liczba grup była różna:
- w sezonie 2000/2001 było 21 grup (po sezonie połączono obie grupy dolnośląskie);
- w sezonie 2001/2002 było 20 grup (po sezonie połączono obie grupy mazowieckie);
- od sezonu 2002/2003 do sezonu 2005/2006 było 19 grup (w 2006 roku połączono obie grupy małopolskie);
- od sezonu 2006/2007 do sezonu 2007/2008 było 18 grup.

W 2008 roku przeprowadzono reformę, w wyniku której IV liga stała się 5. poziomem rozgrywkowym, natomiast 4. poziomem rozgrywkowym stała się III liga.

### 2008–2016
W latach 2008–2016 III liga była 4. poziomem rozgrywek piłki nożnej w Polsce, która składała się z 8 grup: 
- grupa I – która obejmowała województwa: pomorskie i zachodniopomorskie, a za rozgrywki toczące się w tej grupie odpowiedzialny na przemian był: Pomorski Związek Piłki Nożnej z siedzibą w Gdańsku oraz Zachodniopomorski Związek Piłki Nożnej z siedzibą w Szczecinie.
- grupa II – która obejmowała województwa: kujawsko-pomorskie i wielkopolskie, a za rozgrywki toczące się w tej grupie odpowiedzialny na przemian był: Kujawsko-Pomorski Związek Piłki Nożnej z siedzibą w Bydgoszczy oraz Wielkopolski Związek Piłki Nożnej z siedzibą w Poznaniu.
- grupa III – która obejmowała województwa: dolnośląskie i lubuskie, a za rozgrywki toczące się w tej grupie odpowiedzialny na przemian był: Dolnośląski Związek Piłki Nożnej z siedzibą we Wrocławiu oraz Lubuski Związek Piłki Nożnej z siedzibą w Zielonej Górze.
- grupa IV – która obejmowała województwa: opolskie i śląskie, a za rozgrywki toczące się w tej grupie odpowiedzialny na przemian był: Opolski Związek Piłki Nożnej z siedzibą w Opolu oraz Śląski Związek Piłki Nożnej z siedzibą w Katowicach.
- grupa V – która obejmowała województwa: podlaskie i warmińsko-mazurskie, a za rozgrywki toczące się w tej grupie odpowiedzialny na przemian był: Podlaski Związek Piłki Nożnej z siedzibą w Białymstoku oraz Warmińsko-Mazurski Związek Piłki Nożnej z siedzibą w Olsztynie.
- grupa VI – która obejmowała województwa: łódzkie i mazowieckie, a za rozgrywki toczące się w tej grupie odpowiedzialny na przemian był: Łódzki Związek Piłki Nożnej z siedzibą w Łodzi oraz Mazowiecki Związek Piłki Nożnej z siedzibą w Warszawie.
- grupa VII – która obejmowała województwa: małopolskie i świętokrzyskie, a za rozgrywki toczące się w tej grupie odpowiedzialny na przemian był: Małopolski Związek Piłki Nożnej z siedzibą w Krakowie oraz Świętokrzyski Związek Piłki Nożnej z siedzibą w Kielcach.
- grupa VIII – która obejmowała województwa: lubelskie i podkarpackie, a za rozgrywki toczące się w tej grupie odpowiedzialny na przemian był: Lubelski Związek Piłki Nożnej z siedzibą w Lublinie oraz Podkarpacki Związek Piłki Nożnej z siedzibą w Rzeszowie

### Od 2016
Od 2016 roku III liga jest także 4. poziomem rozgrywek piłki nożnej w Polsce, ale składa się z 4 grup: 
- grupa I – która obejmuje województwa: łódzkie, mazowieckie, podlaskie i warmińsko-mazurskie, a za rozgrywki toczące się w tej grupie odpowiedzialny na przemian jest: Łódzki Związek Piłki Nożnej z siedzibą w Łodzi, Mazowiecki Związek Piłki Nożnej z siedzibą w Warszawie, Podlaski Związek Piłki Nożnej z siedzibą w Białymstoku oraz Warmińsko-Mazurski Związek Piłki Nożnej z siedzibą w Olsztynie.
- grupa II – która obejmuje województwa: kujawsko-pomorskie, pomorskie, wielkopolskie i zachodniopomorskie, a za rozgrywki toczące się w tej grupie odpowiedzialny na przemian jest: Kujawsko-Pomorski Związek Piłki Nożnej z siedzibą w Bydgoszczy, Pomorski Związek Piłki Nożnej z siedzibą w Gdańsku, Wielkopolski Związek Piłki Nożnej z siedzibą w Poznaniu oraz Zachodniopomorski Związek Piłki Nożnej z siedzibą w Szczecinie.
- grupa III – która obejmuje województwa: dolnośląskie, lubuskie, opolskie i śląskie, a za rozgrywki toczące się w tej grupie odpowiedzialny na przemian jest: Dolnośląski Związek Piłki Nożnej z siedzibą we Wrocławiu, Lubuski Związek Piłki Nożnej z siedzibą w Zielonej Górze, Opolski Związek Piłki Nożnej z siedzibą w Opolu oraz Śląski Związek Piłki Nożnej z siedzibą w Katowicach.
- grupa IV – która obejmuje województwa: lubelskie, małopolskie, podkarpackie i świętokrzyskie, a za rozgrywki toczące się w tej grupie odpowiedzialny na przemian jest: Lubelski Związek Piłki Nożnej z siedzibą w Lublinie, Małopolski Związek Piłki Nożnej z siedzibą w Krakowie, Podkarpacki Związek Piłki Nożnej z siedzibą w Rzeszowie oraz Świętokrzyski Związek Piłki Nożnej z siedzibą w Kielcach.

## Grupy i mistrzowie
Od momentu utworzenia IV ligi polskiej w 2000 roku, liczba jej poszczególnych grup terytorialnych ulegała stopniowemu zmniejszaniu (jednocześnie zmniejszała się więc liczba klubów na tym szczeblu rozgrywkowym).

### IV liga wojewódzka
W przypadku województw, w których rozgrywki IV ligi polskiej toczono systemem dwugrupowym uwzględniono wyłącznie zwycięzcę barażu między triumfatorami każdej z nich, czyli faktycznego mistrza danej wojewódzkiej IV ligi.
| Sezon 2000/2001 – 21 grup                    |                        |
| Sezon 2000/2001                              |                        |
| Grupa dolnośląska (2 grupy)                  | Bielawianka Bielawa    |
| Grupa kujawsko-pomorska                      | Polonia Bydgoszcz      |
| Grupa lubelska                               | Stal Kraśnik           |
| Grupa lubuska                                | Lech Sulechów          |
| Grupa łódzka                                 | Stasiak Gomunice       |
| Grupa małopolska (Kraków i Nowy Sącz-Tarnów) | Świt Krzeszowice       |
| Grupa mazowiecka (płd.–wsch. i płn.–zach.)   | Legionovia Legionowo   |
| Grupa opolska                                | Mec Sławięcice         |
| Grupa podkarpacka                            | Pogoń Leżajsk          |
| Grupa podlaska                               | Hetman Białystok       |
| Grupa pomorska                               | Chojniczanka Chojnice  |
| Grupa śląska (I i II)                        | Piast Gliwice          |
| Grupa świętokrzyska                          | Star Starachowice      |
| Grupa warmińsko-mazurska                     | Polonia Lidzbark Warm. |
| Grupa wielkopolska (płn. i płd.)             | Aluminium Konin        |
| Grupa zachodniopomorska                      | Gwardia Koszalin       |

| Sezon 2001/2002 – 20 grup                    |                           |
| Sezon 2001/2002                              |                           |
| Grupa dolnośląska                            | Nysa Zgorzelec            |
| Grupa kujawsko-pomorska                      | TKP Toruń                 |
| Grupa lubelska                               | Motor Lublin              |
| Grupa lubuska                                | Promień Żary              |
| Grupa łódzka                                 | Stal Głowno               |
| Grupa małopolska (Kraków i Nowy Sącz-Tarnów) | Skawinka Skawina          |
| Grupa mazowiecka (płd.–wsch. i płn.–zach.)   | Mazowsze Grójec           |
| Grupa opolska                                | Skalnik Gracze            |
| Grupa podkarpacka                            | Stal Rzeszów              |
| Grupa podlaska                               | Warmia Grajewo            |
| Grupa pomorska                               | Unia Tczew                |
| Grupa śląska (I i II)                        | Carbo Gliwice             |
| Grupa świętokrzyska                          | Nida Pińczów              |
| Grupa warmińsko-mazurska                     | Polonia Olimpia Elbląg    |
| Grupa wielkopolska (płn. i płd.)             | Tur Turek                 |
| Grupa zachodniopomorska                      | Błękitni Stargard Szczec. |

| Sezon 2002/2003 – 19 grup                    |                         |
| Sezon 2002/2003                              |                         |
| Grupa dolnośląska                            | Chrobry Głogów          |
| Grupa kujawsko-pomorska                      | Jagiellonka Nieszawa    |
| Grupa lubelska                               | Tomasovia Tomaszów Lub. |
| Grupa lubuska                                | Polonia Słubice         |
| Grupa łódzka                                 | Pogoń Zduńska Wola      |
| Grupa małopolska (Kraków i Nowy Sącz-Tarnów) | Wisła II Kraków         |
| Grupa mazowiecka                             | Radomiak Radom          |
| Grupa opolska                                | Swornica Czarnowąsy     |
| Grupa podkarpacka                            | Resovia                 |
| Grupa podlaska                               | Ruch Wysokie Maz.       |
| Grupa pomorska                               | Kaszubia Kościerzyna    |
| Grupa śląska (I i II)                        | Walka Zabrze            |
| Grupa świętokrzyska                          | Heko Czermno            |
| Grupa warmińsko-mazurska                     | Drwęca Nowe Miasto Lub. |
| Grupa wielkopolska (płn. i płd.)             | Mieszko Gniezno         |
| Grupa zachodniopomorska                      | Zorza Dobrzany          |

| Sezon 2003/2004 – 19 grup                    |                         |
| Sezon 2003/2004                              |                         |
| Grupa dolnośląska                            | Inkopax Wrocław         |
| Grupa kujawsko-pomorska                      | TKP Toruń               |
| Grupa lubelska                               | Lewart Lubartów         |
| Grupa lubuska                                | Arka Nowa Sól           |
| Grupa łódzka                                 | Ceramika Paradyż        |
| Grupa małopolska (Kraków i Nowy Sącz-Tarnów) | Kmita Zabierzów         |
| Grupa mazowiecka                             | Legia II Warszawa       |
| Grupa opolska                                | TOR Dobrzeń Wielki      |
| Grupa podkarpacka                            | Pogoń Leżajsk           |
| Grupa podlaska                               | ŁKS Łomża               |
| Grupa pomorska                               | Lechia Gdańsk           |
| Grupa śląska (I i II)                        | Górnik Jastrzębie Zdrój |
| Grupa świętokrzyska                          | Wierna Małogoszcz       |
| Grupa warmińsko-mazurska                     | Warmia i Mazury Olsztyn |
| Grupa wielkopolska (płn. i płd.)             | Lech II Poznań          |
| Grupa zachodniopomorska                      | Odra Chojna             |

| Sezon 2004/2005 – 19 grup                    |                      |
| Sezon 2004/2005                              |                      |
| Grupa dolnośląska                            | Gawin Królewska Wola |
| Grupa kujawsko-pomorska                      | Zdrój Ciechocinek    |
| Grupa lubelska                               | Avia Świdnik         |
| Grupa lubuska                                | Pogoń Świebodzin     |
| Grupa łódzka                                 | Górnik Łęczyca       |
| Grupa małopolska (Kraków i Nowy Sącz-Tarnów) | Kolejarz Stróże      |
| Grupa mazowiecka                             | Dolcan Ząbki         |
| Grupa opolska                                | Skalnik Gracze       |
| Grupa podkarpacka                            | Stal Sanok           |
| Grupa podlaska                               | Wigry Suwałki        |
| Grupa pomorska                               | Cartusia Kartuzy     |
| Grupa śląska (I i II)                        | Raków Częstochowa    |
| Grupa świętokrzyska                          | AKS Busko-Zdrój      |
| Grupa warmińsko-mazurska                     | Jeziorak Iława       |
| Grupa wielkopolska (płn. i płd.)             | Kania Gostyń         |
| Grupa zachodniopomorska                      | KP Police            |

| Sezon 2005/2006 – 19 grup                    |                          |
| Sezon 2005/2006                              |                          |
| Grupa dolnośląska                            | Zagłębie II Lubin        |
| Grupa kujawsko-pomorska                      | Victoria Koronowo        |
| Grupa lubelska                               | Orlęta Radzyń Podlaski   |
| Grupa lubuska                                | GKP Gorzów Wlkp.         |
| Grupa łódzka                                 | Concordia Piotrków Tryb. |
| Grupa małopolska (Kraków i Nowy Sącz-Tarnów) | OKS Brzesko              |
| Grupa mazowiecka                             | Nadnarwianka Pułtusk     |
| Grupa opolska                                | TOR Dobrzeń Wielki       |
| Grupa podkarpacka                            | Wisłoka Dębica           |
| Grupa podlaska                               | Warmia Grajewo           |
| Grupa pomorska                               | Rodło Kwidzyn            |
| Grupa śląska (I i II)                        | GKS Katowice             |
| Grupa świętokrzyska                          | Korona II Kielce         |
| Grupa warmińsko-mazurska                     | Olimpia Elbląg           |
| Grupa wielkopolska (płn. i płd.)             | Jarota Jarocin           |
| Grupa zachodniopomorska                      | Rega-Merida Trzebiatów   |

| Sezon 2006/2007 – 18 grup        |                          |
| Sezon 2006/2007                  |                          |
| Grupa dolnośląska                | Orzeł Ząbkowice Śląskie  |
| Grupa kujawsko-pomorska          | Kujawiak Włocławek       |
| Grupa lubelska                   | Górnik II Łęczna         |
| Grupa lubuska                    | Unia Żary-Kunice         |
| Grupa łódzka                     | Sokół Aleksandrów Łódzki |
| Grupa małopolska                 | Przebój Wolbrom          |
| Grupa mazowiecka                 | Dolcan Ząbki             |
| Grupa opolska                    | MKS Kluczbork            |
| Grupa podkarpacka                | Resovia                  |
| Grupa podlaska                   | Jagiellonia II Białystok |
| Grupa pomorska                   | Wierzyca Pelplin         |
| Grupa śląska (I i II)            | Koszarawa Żywiec         |
| Grupa świętokrzyska              | Naprzód Jędrzejów        |
| Grupa warmińsko-mazurska         | Stomil Olsztyn           |
| Grupa wielkopolska (płn. i płd.) | Nielba Wągrowiec         |
| Grupa zachodniopomorska          | Flota Świnoujście        |

| Sezon 2007/2008 – 18 grup        |                         |
| Sezon 2007/2008                  |                         |
| Grupa dolnośląska                | Polonia/Sparta Świdnica |
| Grupa kujawsko-pomorska          | Zawisza Bydgoszcz       |
| Grupa lubelska                   | Stal Poniatowa          |
| Grupa lubuska                    | Czarni Żagań            |
| Grupa łódzka                     | Stal Niewiadów          |
| Grupa małopolska                 | Unia Tarnów             |
| Grupa mazowiecka                 | Start Otwock            |
| Grupa opolska                    | LZS Leśnica             |
| Grupa podkarpacka                | Izolator Boguchwała     |
| Grupa podlaska                   | Supraślanka Supraśl     |
| Grupa pomorska                   | Zatoka Puck             |
| Grupa śląska (I i II)            | GKS Tychy '71           |
| Grupa świętokrzyska              | Ponidzie Nida Pińczów   |
| Grupa warmińsko-mazurska         | Jeziorak Iława          |
| Grupa wielkopolska (płn. i płd.) | Aluminium Konin         |
| Grupa zachodniopomorska          | Pogoń Szczecin          |

### III liga (8 grup)
| Sezon 2008/2009                      |                           |
| Sezon 2008/2009                      |                           |
| Grupa dolnośląsko-lubuska            | Górnik Polkowice          |
| Grupa kujawsko-pomorsko-wielkopolska | Olimpia Grudziądz         |
| Grupa lubelsko-podkarpacka           | Resovia                   |
| Grupa łódzko-mazowiecka              | Świt Nowy Dwór Mazowiecki |
| Grupa małopolsko-świętokrzyska       | Korona II Kielce          |
| Grupa opolsko-śląska                 | Ruch Radzionków           |
| Grupa podlasko-warmińsko-mazurska    | Olimpia Elbląg            |
| Grupa pomorsko-zachodniopomorska     | Bałtyk Gdynia             |

| Sezon 2009/2010                      |                       |
| Sezon 2009/2010                      |                       |
| Grupa dolnośląsko-lubuska            | Górnik Wałbrzych      |
| Grupa kujawsko-pomorsko-wielkopolska | Polonia Nowy Tomyśl   |
| Grupa lubelsko-podkarpacka           | Spartakus Szarowola   |
| Grupa łódzko-mazowiecka              | GLKS Nadarzyn         |
| Grupa małopolsko-świętokrzyska       | Puszcza Niepołomice   |
| Grupa opolsko-śląska                 | Ruch Zdzieszowice     |
| Grupa podlasko-warmińsko-mazurska    | Sokół Sokółka         |
| Grupa pomorsko-zachodniopomorska     | Chojniczanka Chojnice |

| Sezon 2010/2011                      |                      |
| Sezon 2010/2011                      |                      |
| Grupa dolnośląsko-lubuska            | Chrobry Głogów       |
| Grupa kujawsko-pomorsko-wielkopolska | Calisia Kalisz       |
| Grupa lubelsko-podkarpacka           | Wisła Puławy         |
| Grupa łódzko-mazowiecka              | Pogoń Siedlce        |
| Grupa małopolsko-świętokrzyska       | Garbarnia Kraków     |
| Grupa opolsko-śląska                 | Energetyk ROW Rybnik |
| Grupa podlasko-warmińsko-mazurska    | Olimpia Zambrów      |
| Grupa pomorsko-zachodniopomorska     | Bytovia Bytów        |

| Sezon 2011/2012                      |                   |
| Sezon 2011/2012                      |                   |
| Grupa dolnośląsko-lubuska            | MKS Oława         |
| Grupa kujawsko-pomorsko-wielkopolska | Lech Rypin        |
| Grupa lubelsko-podkarpacka           | Siarka Tarnobrzeg |
| Grupa łódzko-mazowiecka              | Radomiak Radom    |
| Grupa małopolsko-świętokrzyska       | Unia Tarnów       |
| Grupa opolsko-śląska                 | Rozwój Katowice   |
| Grupa podlasko-warmińsko-mazurska    | Start Działdowo   |
| Grupa pomorsko-zachodniopomorska     | Gryf Wejherowo    |

| Sezon 2012/2013                      |                                   |
| Sezon 2012/2013                      |                                   |
| Grupa dolnośląsko-lubuska            | UKP Zielona Góra                  |
| Grupa kujawsko-pomorsko-wielkopolska | Ostrovia 1909 Ostrów Wielkopolski |
| Grupa lubelsko-podkarpacka           | Stal Mielec                       |
| Grupa łódzko-mazowiecka              | Legionovia Legionowo              |
| Grupa małopolsko-świętokrzyska       | Limanovia Limanowa                |
| Grupa opolsko-śląska                 | Odra Opole                        |
| Grupa podlasko-warmińsko-mazurska    | Olimpia Zambrów                   |
| Grupa pomorsko-zachodniopomorska     | Błękitni Stargard                 |

| Sezon 2013/2014                      |                           |
| Sezon 2013/2014                      |                           |
| Grupa dolnośląsko-lubuska            | Ślęza Wrocław             |
| Grupa kujawsko-pomorsko-wielkopolska | Sokół Kleczew             |
| Grupa lubelsko-podkarpacka           | Resovia                   |
| Grupa łódzko-mazowiecka              | Ursus Warszawa            |
| Grupa małopolsko-świętokrzyska       | Granat Skarżysko-Kamienna |
| Grupa opolsko-śląska                 | Nadwiślan Góra            |
| Grupa podlasko-warmińsko-mazurska    | Sokół Ostróda             |
| Grupa pomorsko-zachodniopomorska     | Kotwica Kołobrzeg         |

| Sezon 2014/2015                      |                           |
| Sezon 2014/2015                      |                           |
| Grupa dolnośląsko-lubuska            | Formacja Port 2000 Mostki |
| Grupa kujawsko-pomorsko-wielkopolska | Warta Poznań              |
| Grupa lubelsko-podkarpacka           | Stal Rzeszów              |
| Grupa łódzko-mazowiecka              | Radomiak Radom            |
| Grupa małopolsko-świętokrzyska       | Wisła Sandomierz          |
| Grupa opolsko-śląska                 | Polonia Bytom             |
| Grupa podlasko-warmińsko-mazurska    | Olimpia Zambrów           |
| Grupa pomorsko-zachodniopomorska     | Gryf Wejherowo            |

| Sezon 2015/2016                      |                  |
| Sezon 2015/2016                      |                  |
| Grupa dolnośląsko-lubuska            | Górnik Wałbrzych |
| Grupa kujawsko-pomorsko-wielkopolska | Warta Poznań     |
| Grupa lubelsko-podkarpacka           | Motor Lublin     |
| Grupa łódzko-mazowiecka              | Polonia Warszawa |
| Grupa małopolsko-świętokrzyska       | Garbarnia Kraków |
| Grupa opolsko-śląska                 | Odra Opole       |
| Grupa podlasko-warmińsko-mazurska    | Olimpia Elbląg   |
| Grupa pomorsko-zachodniopomorska     | Vineta Wolin     |

### III liga (4 grupy)
| Sezon 2016/2017 |                                            |
| Sezon 2016/2017 |                                            |
| Grupa I         | Finishparkiet Drwęca Nowe Miasto Lubawskie |
| Grupa II        | Gwardia Koszalin                           |
| Grupa III       | GKS 1962 Jastrzębie                        |
| Grupa IV        | Garbarnia Kraków                           |

| Sezon 2017/2018 |                  |
| Sezon 2017/2018 |                  |
| Grupa I         | Widzew Łódź      |
| Grupa II        | Elana Toruń      |
| Grupa III       | Skra Częstochowa |
| Grupa IV        | Resovia          |

| Sezon 2018/2019 |                      |
| Sezon 2018/2019 |                      |
| Grupa I         | Legionovia Legionowo |
| Grupa II        | Lech II Poznań       |
| Grupa III       | Górnik Polkowice     |
| Grupa IV        | Stal Rzeszów         |

| Sezon 2019/2020 |                  |
| Sezon 2019/2020 |                  |
| Grupa I         | Sokół Ostróda    |
| Grupa II        | KKS 1925 Kalisz  |
| Grupa III       | Śląsk II Wrocław |
| Grupa IV        | Motor Lublin     |

| Sezon 2020/2021 |                           |
| Sezon 2020/2021 |                           |
| Grupa I         | Pogoń Grodzisk Mazowiecki |
| Grupa II        | Radunia Stężyca           |
| Grupa III       | Ruch Chorzów              |
| Grupa IV        | Wisła Puławy              |

| Sezon 2021/2022 |                   |
| Sezon 2021/2022 |                   |
| Grupa I         | Polonia Warszawa  |
| Grupa II        | Kotwica Kołobrzeg |
| Grupa III       | Zagłębie II Lubin |
| Grupa IV        | Siarka Tarnobrzeg |

| Sezon 2022/2023 |                   |
| Sezon 2022/2023 |                   |
| Grupa I         | ŁKS II Łódź       |
| Grupa II        | Olimpia Grudziądz |
| Grupa III       | Polonia Bytom     |
| Grupa IV        | Stal Stalowa Wola |

| Sezon 2023/2024 |                           |
| Sezon 2023/2024 |                           |
| Grupa I         | Pogoń Grodzisk Mazowiecki |
| Grupa II        | Świt Szczecin             |
| Grupa III       | Rekord Bielsko-Biała      |
| Grupa IV        | Wieczysta Kraków          |

| Sezon 2024/2025 |                    |
| Sezon 2024/2025 |                    |
| Grupa I         | Unia Skierniewice  |
| Grupa II        | Sokół Kleczew      |
| Grupa III       | Śląsk II Wrocław   |
| Grupa IV        | Sandecja Nowy Sącz |